# Année Rinzes de Jong
Année Rinzes de Jong (* 7. März 1883 in Zutphen; † 27. Januar 1970 in Haarlem) war ein niederländischer Autor, Redakteur, Pfarrer, Antimilitarist, aktiv in der Friedensbewegung und christlicher Anarchist.

## Leben
Année Rinzes de Jong kam aus einer gemäßigten orthodoxen Familie. Er studierte von 1904 bis 1909 Theologie in Utrecht. Mit Truus Kruyt-Hogerzeil, J. Bommeljé und Bart de Ligt war er ab 1909 tätig bei der Zeitschrift Wereldvrede („Weltfriede“).
In dieser Zeit unternahm er in Rotterdam und Utrecht religiöse Missionsarbeit („zendingswerk“). Durch diese Initiative lernte er die „schlechten gesellschaftlichen Umstände, denen er bei seiner Missionsarbeit entgegenkam, sowie die menschenunwürdige Wirkung vom Kapitalismus“ kennen (Herman Noordegraaf. IISG). Er wurde Mitglied bei dem Bond van Christen-Socialisten (etwa: „Bund der christlichen Sozialisten“, später Bond van Anarcho-Socialisten; BCS). Zwischen 1909 und 1915 war de Jong tätig als Pfarrer in verschiedenen Städten.
Im Ersten Weltkrieg nahm er an verschiedenen Antimilitaristischen Aktionen teil. 1916 wurde er für vier Wochen Gefängnisstrafe verurteilt, weil er das Dienstweigeringsmanifest („Manifest für Kriegsdienstverweigerung“) unterzeichnet hatte. Die Anarchisten Lodewijk van Mierop und Bart de Ligt bekamen deswegen ebenfalls Gefängnisstrafen. De Jong kandidierte 1917 bei den „Tweede Kamerverkiezingen“. Innerhalb der BCS kam es zu einer Auseinandersetzung zwischen der „christlichen“ und der „sozialistischen“ Seite, wobei sich de Jong der „sozialistischen“ Seite anschloss. Die Anarchisten der sozialistischen Fraktion des BCS schlossen sich 1920 zusammen mit dem Vrije Menschen Verbond („Bund freier Menschen“) dem Bond van Religieuse Anarcho-Communisten („Bund religiöser Anarcho-Kommunisten“; BRAC) an, dem auch Felix Ortt angehörte. Clara Gertrud Wichmann war eine der Gründerinnen des BRAC. Der Vrije Menschen Verbond war 1915 unter anderem von Lodewijk van Mierop, Felix Ortt und Jacob van Rees gegründet worden. De Jong wurde Vorsitzender und Redakteur der BRAC-Zeitschrift De Vrije Communist („Der freie Kommunist“), bei der ebenfalls Christiaan Cornelissen und Lodewijk van Mierop als Redakteure tätig waren. 1919 trat de Jong aus der Kirche aus und begann 1923 mit monatlichen religiösen Vorlesungen („religieuse toespraken“), die er mehr als 30 Jahre hielt. Da er das „religiöse Element“ („religieuse Element“) im Bond van Anarcho-Socialisten („Bund der Anarcho-Sozialisten“; BvAS), dem Nachfolger der BRAC, bei dem er ebenfalls Mitglied war, vermisste, trat er aus dem BvAS 1935 aus und gründete die Onafhankelijke Religieuse Gemeenschap („Unabhängige religiöse Gemeinschaft“), die sich für eine Erneuerung des religiösen Lebens einsetzte. 1928 wurde Année Rinzes de Jong neuer Vorsitzender der Internationalen Broederschap, nachdem sein Vorgänger Jacob van Rees gestorben war.
Aktiv in der Friedensbewegung wurde de Jong ebenfalls Vorsitzender der niederländischen Sektion Rassemblement International contre la Guerre et le Militarisme (1937), die von Bart de Ligt initiiert worden war. Bis in sein hohes Alter gab de Jong Vorlesungen über religiöse Themen.
Année Rinzes de Jong war Redakteur der niederländischen Zeitschriften Wereldvrede (1909), Opwaarts (1913 bis 1918), De Vrije Communist (1920 bis 1925) und Bevrijding.
Er veröffentlichte auch unter dem Pseudonym K. Eykman.
A.R. de Jong war verheiratet mit Kato Ibeltje Eekman († 7. Januar 1934). 1942 heiratete er Elize Harmeijer. Er war Vater eines Sohnes.

## Veröffentlichungen (Auswahl)
- Protest tegen de verbanning van Ds. B. de Ligt. Amsterdam 1915
- De beteekenis van de religie in den revolutionairen strijd. Rotterdam 1924
- Lodewijk van Mierop. In: Bevrijding, 1929–1930, S. 30
- Ruimt de stenen weg! Amsterdam 1955
- Henriette Roland Holst zestig jaar. In: Bevrijding, 1929–1930, S. 142
- Christus nochtans. Utrecht 1937
- Weitere Veröffentlichungen von A.R. de Jong bei Google Books